# أسافا باول
أسافا باول (بالإنجليزية: Asafa Powell) من مواليد 23 نوفمبر 1982 بسانت كاترين (جامايكا)، هو عداء ألعاب قوى، تخصص مسافات قصيرة.

## أرقام شخصية
100 متر
| السنة | التوقيت     | رياح | المكان   | تاريخ         |
| ----- | ----------- | ---- | -------- | ------------- |
| 2002  | 10 ثانية 12 | +1,3 | روفيريتو | 28 أغسطس 2002 |
| 2003  | 10 ثانية 02 | +0,8 | بروكسل   | 5 نوفمبر 2003 |
| 2004  | 9 ثانية 87  | +0,2 | بروكسل   | 3 سبتمبر 2004 |
| 2005  | 9 ثانية 77  | +1,6 | أثينا    | 14 يونيو 2005 |
| 2006  | 9 ثانية 77  | +1,5 | جيتشيد   | 11 يونيو 2006 |
| 2006  | 9 ثانية 77  | +1,0 | زوريخ    | 18 أغسطس 2006 |
| 2007  | 9 ثانية 74  | +1,7 | رييتي    | 9 سبتمبر 2006 |
| 2008  | 9 ثانية 72  | +0,2 | لوزان    | 2 سبتمبر 2008 |

## وصلات خارجية
- أسافا باول على موقع الاتحاد الدولي لألعاب القوى (الإنجليزية)
- أسافا باول على موقع الدوري الماسي (الإنجليزية)
- أسافا باول على موقع اللجنة الأولمبية الدولية (الإنجليزية)
- أسافا باول على موقع أوليمبيديا (الإنجليزية)
- أسافا باول على موقع اتحاد ألعاب الكومنولث (مؤرشف) (الإنجليزية)